# Serrão Martins
António Manuel Serrão Martins (Mértola, 25 de Março de 1944 -  Alcácer do Sal, 23 de Março de 1982), foi um político português, o primeiro autarca de Mértola a ser eleito após a Revolução dos Cravos.

## Biografia

### Nascimento e educação
Nasceu em Mértola, no dia 25 de Março de 1944. Frequentou a Faculdade de Letras da Universidade de Lisboa na Década de 1970, na altura em já exercia como autarca, tendo concluído uma licenciatura em História.

### Carreira política
Foi eleito como presidente da Comissão Administrativa de Mértola logo após a Revolução de 25 de Abril de 1974, tendo sido depois eleito presidente da Câmara em 1976, pela coligação Frente Eleitoral Povo Unido, e reeleito em 1979. Desta forma, foi o primeiro autarca em Mértola a ser eleito após o regresso à democracia. Durante os seus mandatos, destacou-se pelos seus esforços no desenvolvimento da cultura e da preservação do património do concelho, tendo sido por seu convite que os professores Cláudio Torres, António Borges Coelho e José Luís de Matos, da Faculdade de Letras da Universidade de Lisboa, vieram para Mértola em 1978, iniciando um importante processo para a investigação do passado daquela vila, que incluiu a fundação do Campo Arqueologico.

### Falecimento
Faleceu na manhã do dia 23 de Março de 1982, aos 38 anos de idade, num acidente de viação perto de Alcácer do Sal. Este acidente sucedeu quando colidiram de frente contra um camião TIR, que estava a ultrapassar um outro camião. Serrão Martins, que era o condutor, foi o único dos quatro ocupantes do automóvel que sobreviveu ao embate, tendo chegado ainda com vida ao Hospital de Alcácer do Sal, mas acabou por falecer naquela unidade de saúde. Aquando do acidente estava a dirigir-se para Lisboa, no sentido de participar numa reunião da Escola Superior de Belas-Artes sobre vários assuntos relativos ao seu município.

## Homenagens
Serrão Martins foi considerado pela Câmara Municipal como uma «figura incontornável da história contemporânea de Mértola, pessoa de cultura, de ação política e cívica». Em 2004, a autarquia fundou a Fundação Serrão Martins, com a finalidade de promover a conservação, divulgação e valorização do património da Mina de São Domingos. O nome de Serrão Martins também foi colocado numa bolsa de estudos para o ensino superior, organizada pelo município.
Em Março de 2021, a autarquia promoveu uma série de iniciativas em homenagem a Serrão Martins, em formato digital, onde recordou os seus esforços em prol da cultura e do património. Em Março de 2023, organizou o programa Lembrar Serrão Martins, que incluiu um concerto, colóquios, e o lançamento do livro Serrão Martins, Uma vida dedicada aos outros, de Júlia Serrão.